# Luo Xi
Luo Xi, född den 15 december 1987 i Wuhan, Kina, är en kinesisk konstsimmare.
Hon tog OS-brons i lagtävlingen i konstsim i samband med de olympiska konstsimstävlingarna 2008 i Peking.
Hon tog OS-silver i lagtävlingen i konstsim i samband med de olympiska konstsimstävlingarna 2012 i London.